# Branešci (Pakrác)
Branešci (1880-ig Branežac) falu Horvátországban Pozsega-Szlavónia megyében. Közigazgatásilag Pakráchoz tartozik.

## Fekvése
Pozsegától légvonalban 31, közúton 36 km-re északnyugatra, községközpontjától légvonalban 12, közúton 13 km-re északkeletre, Nyugat-Szlavóniában, a Pakra jobb oldali mellékvize a Branešacska-patak mentén fekszik.

## Története
Branešci területén már a történelem előtti időben is laktak emberek. Ezt bizonyítják a Zidina, vagy más néven Klisa nevű lelőhelyen előkerült leletek. A település első írásos említése 1698-ban „Braneschy” alakban 12 portával a török uralom alól felszabadított települések összeírásában történt. A 17. század végétől a török kiűzése után a területre folyamatosan telepítették be a keresztény lakosságot. Ide Boszniából pravoszláv vlachok érkeztek. Az első katonai felmérés térképén „Dorf Branesacz” néven találjuk. Lipszky János 1808-ban Budán kiadott repertóriumában „Branessacz” néven szerepel. Nagy Lajos 1829-ben kiadott művében „Branessacz” néven összesen 59 házzal, 381 ortodox vallású lakossal találjuk. 1857-ben 419, 1910-ben 594 lakosa volt. 1910-ben a népszámlálás adatai szerint lakosságának 95%-a szerb anyanyelvű volt. Pozsega vármegye Pakráci járásának része volt. Az első világháború után 1918-ban az új szerb-horvát-szlovén állam, majd később (1929-ben) Jugoszlávia része lett. 1991-ben lakosságának 97%-a szerb, 2%-a horvát nemzetiségű volt. A délszláv háború idején kezdettől fogva szerb ellenőrzés alatt volt. A horvát hadsereg az Orkan ’91 hadművelet második szakaszában 1991. december 26-án foglalta vissza. Szerb lakossága nagyrészt elmenekült. 2011-ben 48 lakosa volt.

## Lakossága
| Lakosság változása | Lakosság változása | Lakosság változása | Lakosság változása | Lakosság változása | Lakosság változása | Lakosság változása | Lakosság változása | Lakosság változása | Lakosság változása | Lakosság változása | Lakosság változása | Lakosság változása | Lakosság változása | Lakosság változása | Lakosság változása |
| ------------------ | ------------------ | ------------------ | ------------------ | ------------------ | ------------------ | ------------------ | ------------------ | ------------------ | ------------------ | ------------------ | ------------------ | ------------------ | ------------------ | ------------------ | ------------------ |
| 1857               | 1869               | 1880               | 1890               | 1900               | 1910               | 1921               | 1931               | 1948               | 1953               | 1961               | 1971               | 1981               | 1991               | 2001               | 2011               |
| 419                | 422                | 385                | 419                | 487                | 594                | 523                | 647                | 484                | 551                | 559                | 468                | 372                | 305                | 41                 | 48                 |